# Charles Gadenne
Pour les articles homonymes, voir Gadenne.
Charles Gadenne, né le 30 juillet 1925 à Roubaix, et mort le 23 janvier 2012 à Saint-Pol-sur-Mer, est un sculpteur français, qui a vécu et travaillé toute sa vie dans le nord de la France, auteur de nombreux bronzes représentant souvent des femmes.

## Biographie
Charles Gadenne fait des études d'arts plastiques à l'École nationale supérieure des beaux-arts de Paris, fréquentant notamment l'atelier de Marcel Gimond de 1945 à 1953.
Il a vécu et travaillé jusqu'à son décès à Saint-Pol-sur-Mer dans Nord de la France où il avait installé son atelier.

## Œuvre
La plus grande partie de son œuvre est centrée sur le thème de la femme, souvent sous forme de bronzes à taille humaine.

## Élèves
Charles Gadenne a notamment inspiré Roch Vandromme (sculpteur animalier, bronzier) qui a fréquenté son atelier, ainsi que Michel Leclercq, sculpteur, plasticien, qui même s'il a pris une voie très différente, lui doit beaucoup.

## Expositions
- 1973 à la Galerie MLR Génot (Paris, France)
- 1980 au Musée de Saint-Omer  (France)
- 1982 au Musée de Gravelines (où plusieurs de ses sculptures ont été achetées et disposées dans l'enceinte des fortifications de Vauban, près du Musée)
- 1982 au Musée de Rostock, sculptures et dessins accompagnant l'œuvre gravée de Marcel Gromaire.
- 1985 Hommage - Salon d'automne, Paris
- 1989 à la Galerie Colette Dubois, Paris
- 1990 à la Galerie de Crecy-la-Chapelle - 6 sculpteurs autour de Camille Claudel
- 1990 à la Galerie de Muse, Bruges - Belgique
- 1990 au Château de la Bertrandière - L'Etrat
- 1991 à la Galerie Collégiale, Lille (France)
- 2001 au Musée municipal de la tour abbatiale de Saint-Amand-les-Eaux
- 2007 à Condé-sur-Noireau, jardins du Musée (6 juin - 9 septembre)
- 2008 à Lille Art Fair, Galerie Collégiale, Lille (France)

## Collections publiques
- Musée des beaux-arts de Calais
- Musée des beaux-arts de Dunkerque
- Musée du dessin et de l'estampe originale de Gravelines
- La Piscine, Musée d'art et d'industrie
- Musée municipal de la tour abbatiale de Saint-Amand-les-Eaux